# Strašák

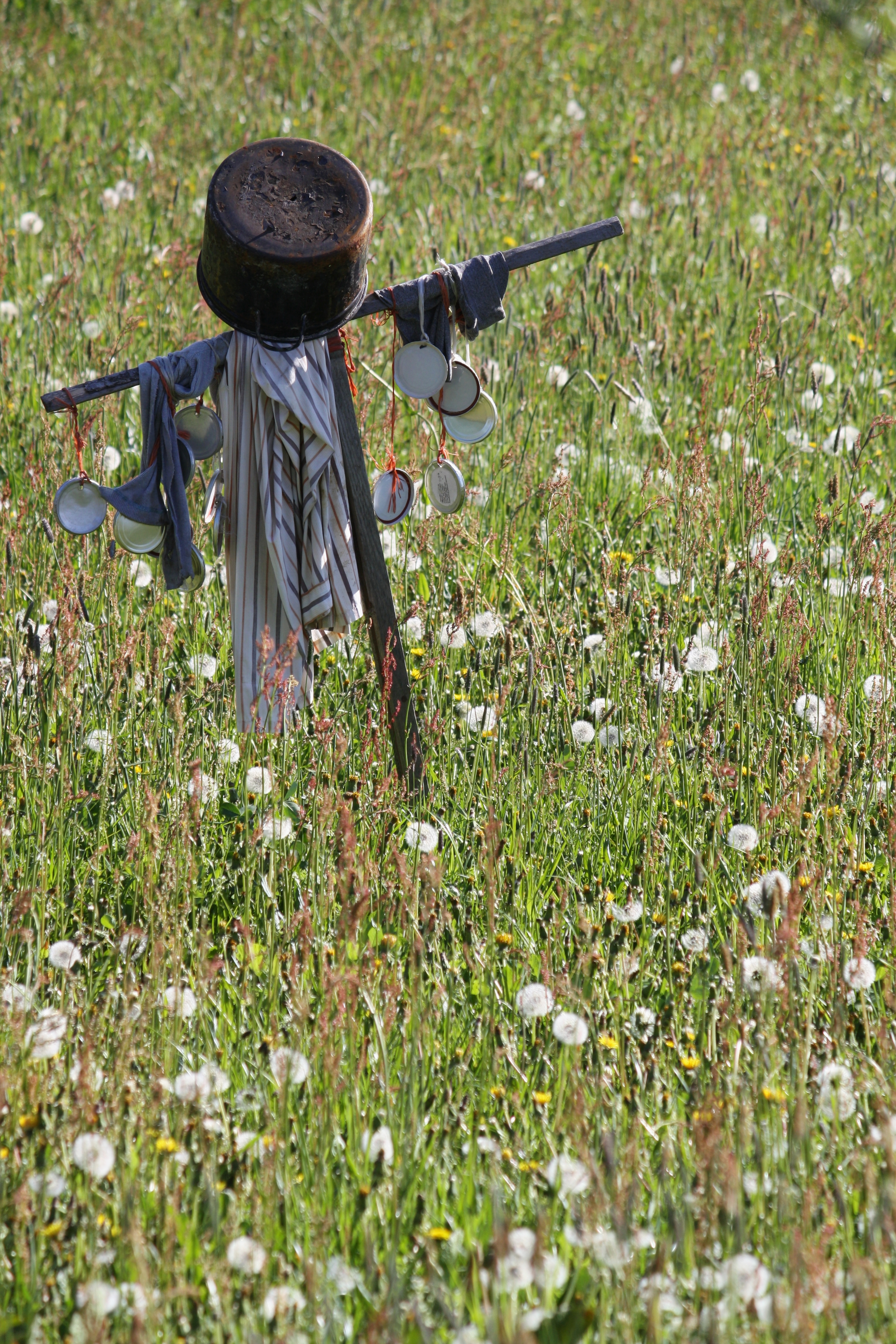
Strašák u Štědrovic

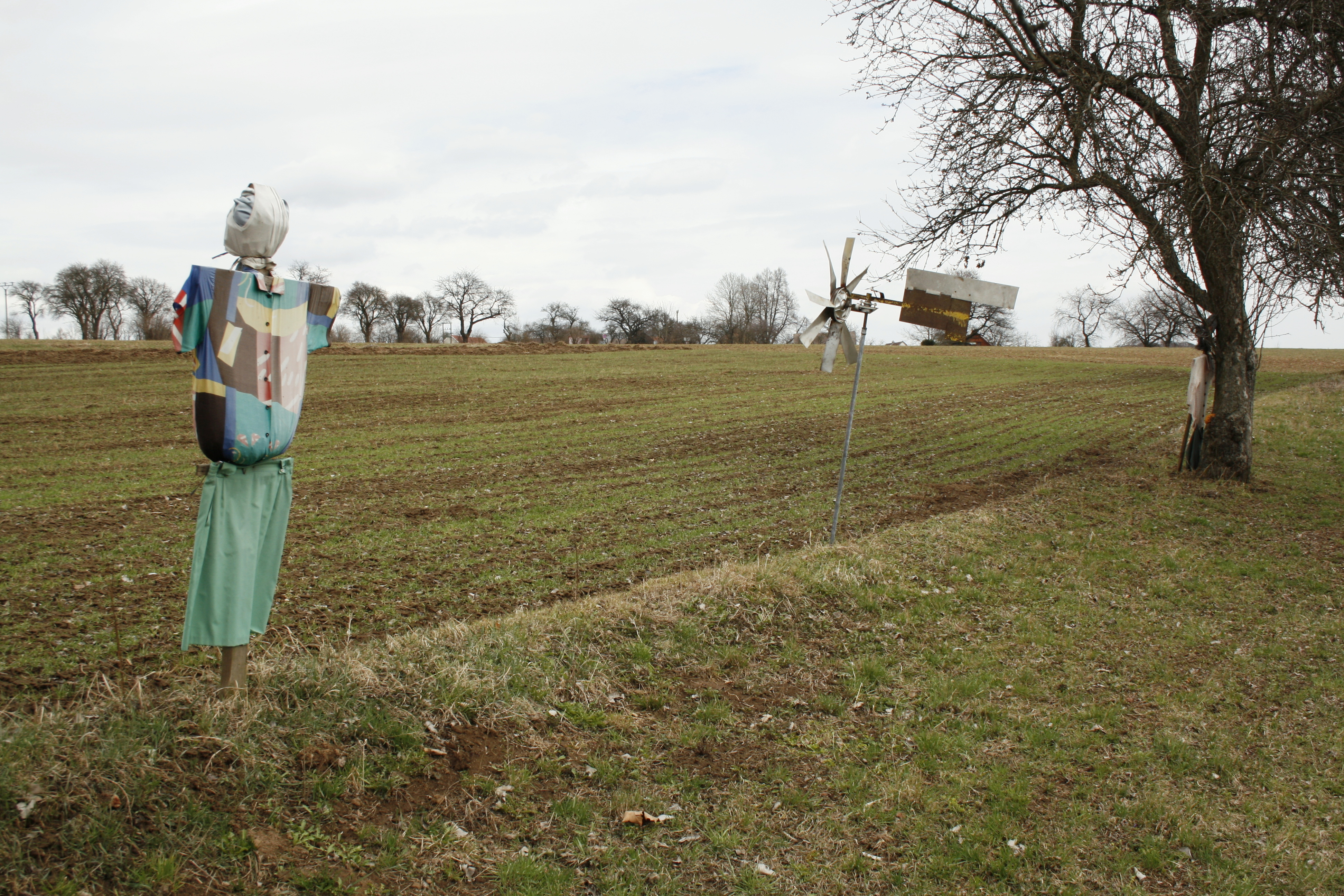
Strašáci a plašič u pole u Truskavny

Strašák je prostředek k plašení. Od neolitu strašák zastupoval hospodáře, když se vzdálil z obhospodařovaného místa. Odedávna dává člověk na strašáka to, co nepotřebuje. V českých zemích se strašák užíval, příp. užívá především k plašení ptáků v polích, sadech a na vinicích.
V historii mohl strašák představovat moudrost a sílu. Například v japonské knize mýtů Kodžiki je uváděn strašák Kubeiko, „bůh, který všechno věděl, ale nemohl se hnout z místa. Všichni tedy chodili za ním.“ Silného boha strašáctví mají Číňané. Sošky a symboly boha úrody a plodnosti Priapa, ochránce vinohradů a zahrad, stavěli Řekové do vinic a sadů. Měly tam funkci našich strašáků k plašení ptáků.
Ve středověku mělo podobnou funkci jako strašáci zarážení kříže na vinicích. V době zrání hroznů mělo odrazovat lidi od krádeže, za kterou hrozilo useknutí ruky nebo smrt. Beztrestně mohli na hrozny chodit děti, těhotné ženy a staří lidé.
Základní typologie strašáků dokumentovaných v Čechách, na Moravě i v zahraničí:
- postava na kříži, tzv. hastroš – vypadá jako lidská bytost, člověk jím vizualizuje sám sebe, je minimalizovanou konstrukcí člověka. Konstrukce kříže je univerzální na celém světě. Rozdíly ve vzhledu hastroše jsou dány například oblečením užívaným v dané zemi (např. turban). Jedinečná je postava, která visí na šibenici. Užívá se ve Velkých Bílovicích. Konstrukce šibenice namísto kříže je velkobílovickou raritou. Postava je většinou mužského pohlaví a středního věku, zatímco postavy na kříži jsou většinou ženského pohlaví;
- technický plašič (např. zvukový);
- animistický strašák (strašákem je mrtvé zvíře, v současnosti spíše model zvířete), přičemž princip animistického strašáka je patrně nejstarší.[2][4][1]

Současný strašák bývá kombinací uvedených typů. Lidé užívají strašáky nejen k hlídání plodin, ale například i na rybníku proti kormoránům nebo aby jestřábi nelovili kuřata. Na Islandu se užívají strašáci, kteří hlídají sušené ryby.
„Strašáci strašně rychle mizí z krajiny.“ Mizejí z polí kvůli slučování polí v obrovské lány; mizejí i ze skupovaných vinic. K úpadku strašáctví v Česku uvádí fotograf Pavel Bezděčka (*4. 7. 1952): „Současní strašáci jsou ohyzdnými díly majitelů polí, vinic a zahrad. Nemají nic společného se skutečnými strašáky, kteří mají v české kultuře velký význam.“

## Vědní disciplína o strašácích
V roce 2005 na Masarykově univerzitě v Brně založil sociolog Rudolf Šmíd (*19. 8. 1956) vědní disciplínu nazvanou terriculologie (z latinského terriculus, strašák; výslovnost: terikulologie). Ve svém fotografickém díle kromě jiného sleduje poetiku tvorby strašáků.

### Audio
- BURIANOVÁ, Tereza; ŠMÍD, Rudolf et al. Magazín Leonardo – Neživá příroda. In: Český rozhles [online]. 20. srpen 2014 [cit. 5. září 2024]. 19:45 min., od min. 13:51. Dostupné z: https://plus.rozhlas.cz/magazin-leonardo-neziva-priroda-6608865
- ŠMÍD, Rudolf a RUPPERT, Veronika. Strašáci v Česku vymírají, život polních plašičů fotí už čtvrt století Rudolf Šmíd. In: Český rozhlas [online]. 14. květen 2019 [cit. 5. září 2024]. Dostupné z: https://wave.rozhlas.cz/strasaci-v-cesku-vymiraji-zivot-polnich-plasicu-foti-uz-ctvrt-stoleti-rudolf-7937013
- ŠMÍD, Rudolf a RETKOVÁ, Marie. Rudolf Šmíd fotí polní strašáky od jejich porodu do smrti. In: Český rozhlas [online]. 16. říjen 2012 [cit. 5. září 2024]. 32:34 min., min. 14:05–18:30, 20:17–27:05. Dostupné z: https://dvojka.rozhlas.cz/rudolf-smid-foti-polni-strasaky-od-jejich-porodu-do-smrti-7477349

### Fotografické výstavy českých autorů
- Pavel Bezděčka: Strašáci aneb úpadek strašáctví v Čechách a na Moravě. Slovácké muzeum v Uherském Hradišti 9. 9. 2004 – 31. 10. 2004; Muzeum jihovýchodní Moravy ve Zlíně 7. 6. 2007 – 26. 8. 2007; Muzeum Vysočiny Jihlava 26. 10. 2007 – 2. 1. 2008.
- Rudolf Šmíd: Strašáci / The Scarecrows 1994 – 2004. Zámek Kačina, Svatý Mikuláš (Kutná Hora) 3. 7. 2004 – 31. 8. 2004; Galerie Louvre, Praha 13. 7. 2005 – 3. 9. 2005.
- Rudolf Šmíd: Spaventapasseri [Strašáci]. Roncegno Terme (Trentino) 18. 10. 2008 – 18. 11. 2008.